# Parlamentswahl im Libanon 1972
Die Parlamentswahlen im Libanon 1972 wurden zwischen dem 16. und dem 30. April abgehalten. Es waren die letzten Parlamentswahlen vor der Zeit des Bürgerkriegs im Libanon; für 20 Jahre – bis zur Wahl 1992 – fanden keine Wahlen zur Assemblée nationale statt.
Unabhängige Kandidaten gewannen die Mehrheit der Sitze, obwohl die meisten von ihnen als Mitglieder verschiedener Blöcke betrachtet wurden. Die Wahlbeteiligung lag bei 54,4 %. Insgesamt gaben 721.022 Menschen ihre Stimme ab.

## Hintergrund
Gemäß der Verfassung von 1960 wurden die 99 Sitze unter den ethnischen und religiösen Gruppen aufgeteilt:
| Gruppe                 | Sitze |
| ---------------------- | ----- |
| Maronitische Christen  | 30    |
| Sunnitische Muslime    | 20    |
| Schiitische Muslime    | 19    |
| Griechisch-Orthodoxe   | 11    |
| Drusen                 | 6     |
| Griechisch-Katholische | 6     |
| Armenisch-Orthodoxe    | 4     |
| Protestanten           | 1     |
| Armenische Katholiken  | 1     |
| andere                 | 1     |

## Ergebnis
| Partei                                                          | Anteil | Sitze | +/- |
| --------------------------------------------------------------- | ------ | ----- | --- |
| Nationalliberale Partei                                         | 11,1 % | 11    | 0   |
| Kataeb-Partei                                                   | 7,1 %  | 7     | −2  |
| Progressiv-Sozialistische Partei                                | 5,1 %  | 5     | 0   |
| Armenische Revolutionäre Föderation                             | 5,1 %  | 5     | +1  |
| Libanesischer Nationalblock                                     | 4,0 %  | 4     | −2  |
| Demokratisch-Sozialistische Partei                              | 2,0 %  | 2     | Neu |
| Sozialistisch-Arabische Vorhutpartei                            | 1,0 %  | 1     | Neu |
| Demokratische Partei                                            | 1,0 %  | 1     | Neu |
| Union der Volksarbeitskräfte                                    | 1,0 %  | 1     | New |
| Sozialdemokratische Hntschak-Partei                             | 0,0 %  | 0     | New |
| Demokratisch-liberale Partei                                    | 0,0 %  | 0     | New |
| Syrische Soziale Nationalistische Partei                        | 0,0 %  | 0     | New |
| Unabhängige                                                     | 63,6 % | 63    | +5  |
| Ungültige/leere Zettel                                          | -      | -     | -   |
| Gesamt                                                          | 100    | 99    | 0   |
| Quelle: Dieter Nohlen u. a.: Elections in Asia. Volume I, 2001. |        |       |     |

Von den 63 unabhängigen Abgeordneten wurden 48 als Mitglieder verschiedener Blöcke betrachtet:
- 9 im Faranjiyyah-Block
- 8 im Skaff-Block
- 7 im Karami-Block
- 7 im Assad-Block
- 6 im Hamada-Block
- 4 im Arslane-Block
- 3 im Salam-Block
- 3 im Dschumblat-Block
- 1 trat der Armenischen Revolutionären Föderation bei[5]